# 小南城隍廟
小南城隍廟，俗稱小城隍廟，是位於台南市中西區開山路的城隍廟，該廟最特殊的是主祀鴨母王朱一貴。

## 歷史
位於臺灣府城小南門附近。同治年間建立。光緒年間，方馬德重修此廟。日治初期（二十世紀初），方馬德再予以重修。1976年增蓋鐵皮屋頂。1983年，整頓道路拆毀舊廟，廟內眾神移至現今開山路供奉，於1994年新廟落成。

## 祭祀
奉祀大城隍公杜義招、二城隍公朱一貴、三城隍公雷域輝等神明。廟方人員表示玉皇上帝將朱一貴敕封為「台南州城隍綏靖侯」。

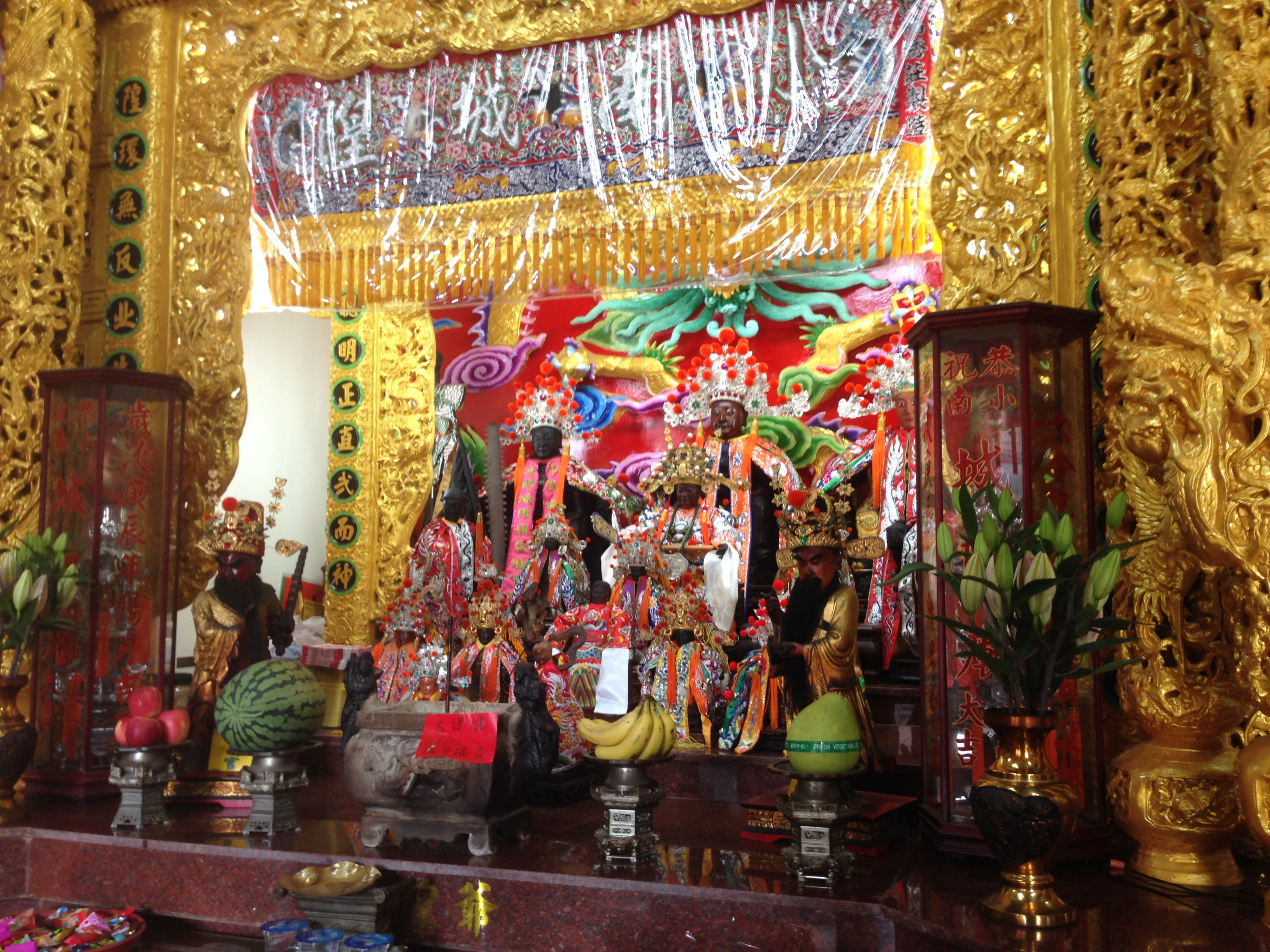
朱一貴等神像